# Cane (araldica)
In araldica il cane è simbolo di fedeltà, vigilanza, amicizia e attaccamento. Per testimoniare in modo più chiaro la fedeltà al Sovrano, o ad altro Capo, il cane è rappresentato con collare e catena. Sono riconosciute tre varietà principali:
- veltro o levriere: con il corpo magro e slanciato e le orecchie tese;
- mastino: con le orecchie e la coda mozzate;
- bracco: con le orecchie cascanti.

Possono comparire anche altre razze, ma con minore frequenza.

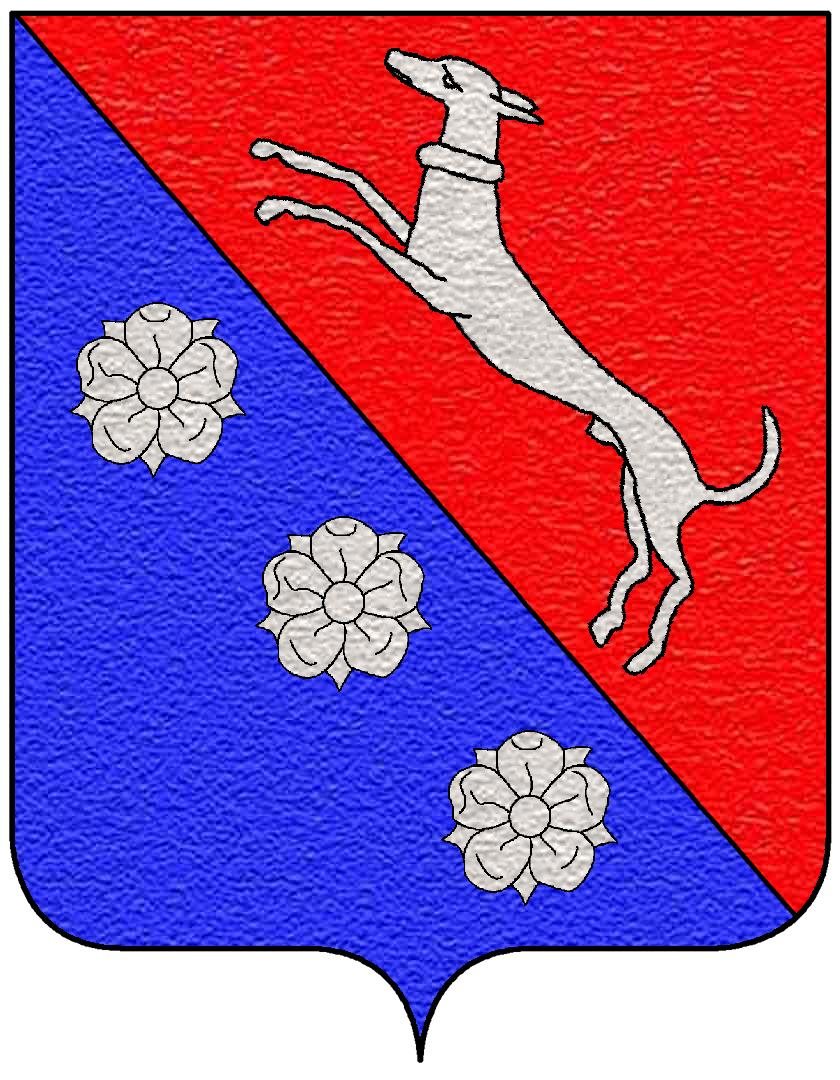
cane levriero corrente collarinato
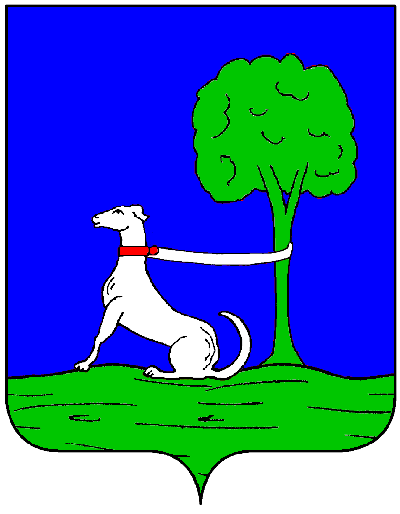
cane sedente, collarinato e affibbiato
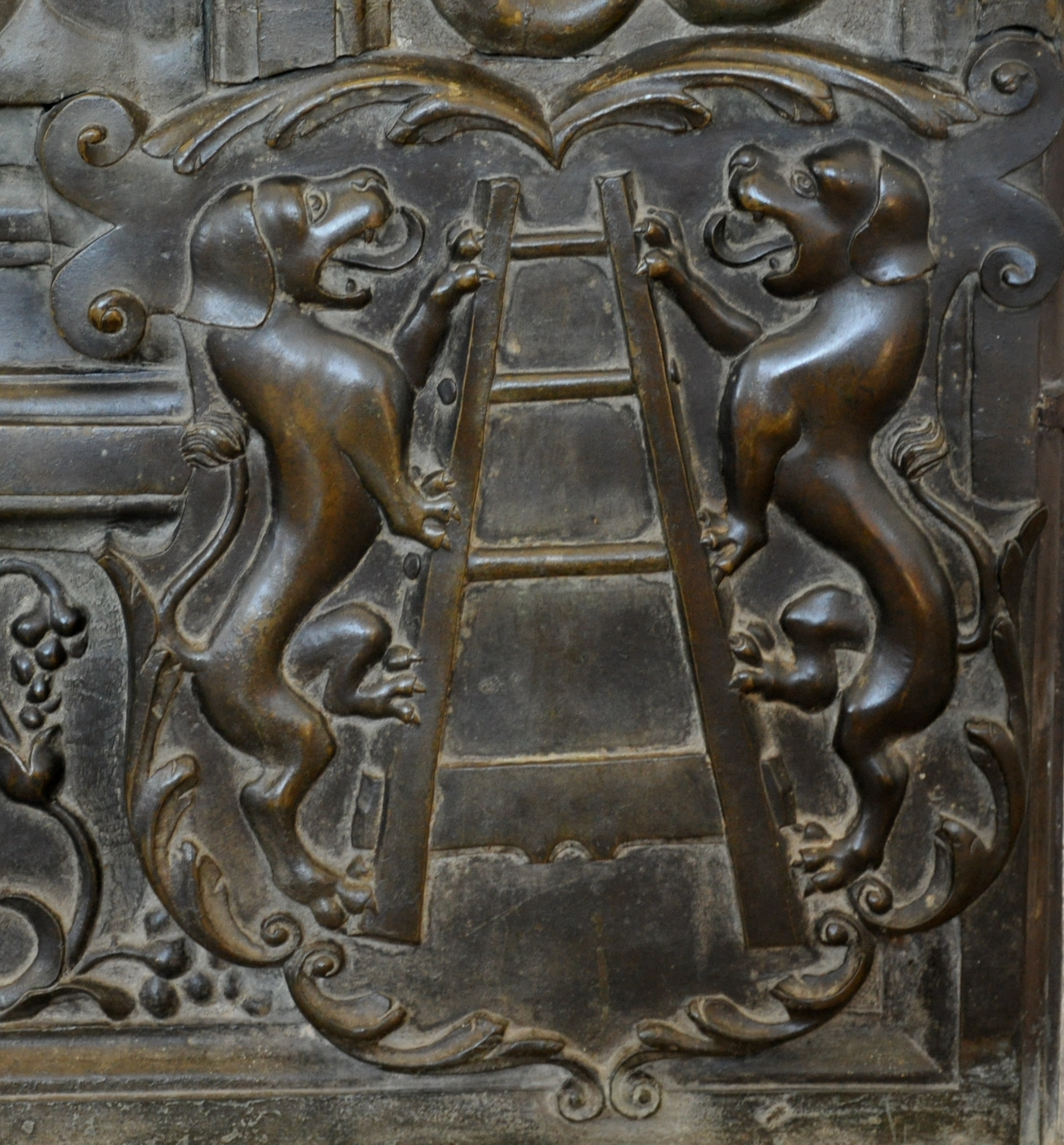
stamma Scaligeri (ramo germanico Leiter)
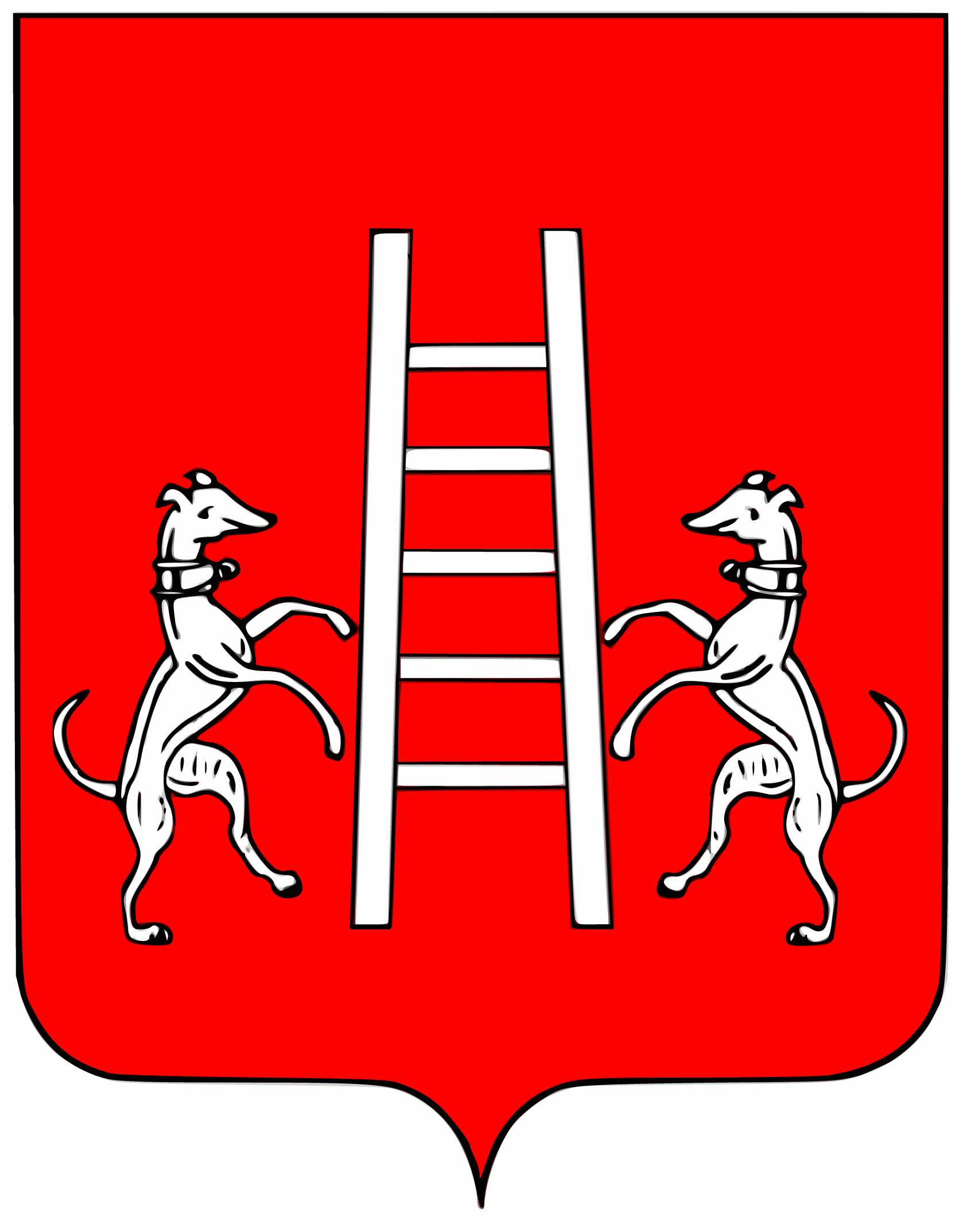
due levrieri collarinati
levriere
testa di bracco
bracco collarinato
bracco d'oro passante
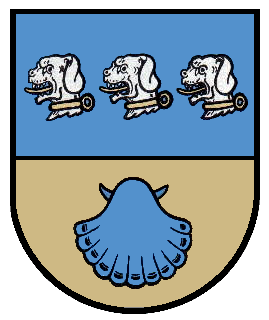
tre teste di bracco collarinate
levriere d'argento, rivoltato, seduto e lampassato di rosso